# Tellergeld
Als Tellergeld wird das aufgebrachte geopferte Geld auf einen dafür vorgesehenen Teller bezeichnet. Der Geber übergibt freiwillig eine gewisse Summe an Geld und hinterlegt dies auf einen Teller.

## Zwecke
Zweck und Grund dieser Opfergabe können mehrere Anlässe sein.
- Bekannt ist das Tellergeld vor allem bei festlichen Anlässen in Kirchen, wie die Taufe etc. So schreiben die Brüder Grimm in ihrem Wörterbuch, Tellergeld sei „das (auf den teller gelegte) opfergeld bei kindtaufen“.
- Auch in öffentlichen Einrichtungen kann man dem Tellergeld begegnen. So findet man meist auf Toiletten zugänglich für Passanten etc., Teller, die die Opfergabe für das Benutzen von der jeweiligen Toilette bezwecken sollen. Zwar ist das Benutzen der Toiletten meist kostenlos, jedoch soll das Tellergeld bewirken, dass man sich indirekt bedankt für die Dienste der Reinigungskräfte dieser Toilette.
- Ein weiterer Zweck für das Tellergeld findet man vor allem in dem Event- und Cateringbereich. Hier wird das Tellergeld benutzt, um auszudrücken, dass für selbst mitgebrachte Lebensmittel eine Pauschale pro Person bezahlt werden muss. Dies ist eine Gebühr für das Benutzen der Teller ohne die Dienstleistung der Event- bzw. Catering-Firma.